# Groupe d'IC 3639
Le groupe d'IC 3639 comprend au moins quatre galaxies situées dans la constellation du Centaure. La distance moyenne entre ce groupe et la Voie lactée est d'environ 50,4 Mpc (∼164 millions d'al). 

## Membres
Le tableau ci-dessous liste les quatre galaxies du groupe indiquées dans l'article de A.M. Garcia paru en 1993.
| Nom        | Class.    | Type                  | α (J2000.0)   | δ (J2000.0)  | Vitesse radiale (km/s) | m            | Distance (Mpc) | Diamètre (kal) |
| ---------- | --------- | --------------------- | ------------- | ------------ | ---------------------- | ------------ | -------------- | -------------- |
| NGC 4574   | SAB(s)c   | Spirale intermédiaire | 12h 37m 43.5s | -35° 31′ 04″ | 2952 ± 2               | 13,0         | 48,0 ± 3,4     | 88             |
| IC 3639    | SB(rs)bc? | Spirale barrée        | 12h 40m 52.8s | -36° 45′ 21″ | 3275 ± 5               | 12,3         | 52,7 ± 3,7     | 57             |
| ESO 381-9  | SB(r?)d   | Spirale barrée        | 12h 40m 58.4s | -36° 45′ 55″ | 3281 ± 4               | 12,68 ± 0,09 | 52,8 ± 3,7     | 72             |
| ESO 380-50 | SB(r)bc?  | Spirale barrée        | 12h 38m 20.5s | -35° 36′ 57″ | 2945 ± 13              | 13,93 ± 0,09 | 47,9 ± 3,4     | 56             |

Le site DeepskyLog permet de trouver aisément les constellations des galaxies mentionnées dans ce tableau ou si elles ne s'y trouvent pas, l'outil du site constellation permet de le faire à l'aide des coordonnées de la galaxie. Sauf indication contraire, les données proviennent du site NASA/IPAC. 